# Franz Schuster (Politiker)
Franz Xaver Schuster (* 15. Juli 1943 in Durlangen, Landkreis Schwäbisch Gmünd; † 8. Januar 2021) war ein deutscher Politiker (CDU). Er war in Thüringen 1992 Minister in der Staatskanzlei, anschließend bis 1994 Innenminister und danach bis 2003 Minister für Wirtschaft und Infrastruktur (ab 1999 auch für Arbeit). Von 1994 bis 2004 war er Mitglied des Thüringer Landtages.

## Leben
Franz Schuster wurde am 15. Juli 1943 in Durlangen bei Schwäbisch Gmünd als Sohn eines Landwirts geboren. Gemeinsam mit seinen Eltern und vier Geschwistern erlebte er dort seine Kindheit und Jugendzeit. Nach dem Besuch der Volksschule von 1949 bis 1957 besuchte er von 1957 bis 1960 die Höhere Handelsschule und anschließend die Wirtschaftsoberschule in Schwäbisch Gmünd. Nach dem Abitur im Jahre 1963 studierte er bis 1968 an der Eberhard-Karls-Universität in Tübingen Wirtschaftswissenschaften und engagierte sich im AStA und im RCDS. Seit 1972 war er mit der Diplom-Politologin Antoinette Pudenz verheiratet, hatte drei Kinder und lebte in Sankt Augustin. Seit dem 1. Januar 1975 war Schuster CDU-Mitglied. 1995 wurde er Mitglied der katholischen Burschenschaft KDB Sigfridia zu Bonn im RKDB und engagierte sich besonders bei der Organisation und Durchführung der Wartburggespräche.

## Berufstätigkeit
Nach dem Abschluss seines Studiums als Diplom-Volkswirt (1968) war er zunächst als wissenschaftlicher Mitarbeiter an der dortigen Universität und anschließend in der Konrad-Adenauer-Stiftung tätig. Zu seinen Arbeits- und Beratungsschwerpunkten zählten dort unter anderem die Finanzreform, die Reform der staatlichen und kommunalen Verwaltung und die Reform des Bodenrechts. 1971 übernahm er die Leitung des neu gegründeten Instituts für Kommunalwissenschaften der KAS, das er aufbaute und zu einem anerkannten Beratungsinstitut mit einem kooperativen Arbeitsstil ausbaute. Vertreter von Politik, Verwaltung und Wissenschaft entwarfen dort politische Handlungsprogramme und stellten sie in Konferenzen, Expertengesprächen und Publikationen zur Diskussion. Zu den Themenschwerpunkten zählten die Reform der Kommunalverfassung, die Dezentralisierung des politischen Handelns, die Einführung neuer Medien, die Integration ausländischer Arbeitnehmer, der Wohnungs- und Städtebau, die Wohnungsbauförderung und die Entwicklung ländlicher Räume. In diesem Rahmen wurden auch die vorläufigen Kommunalverfassungen der DDR und der Republik Polen entwickelt. 
Nach der deutschen Wiedervereinigung 1990 wurde Franz Schuster zum kommissarischen Abteilungsleiter des Staatsministeriums für Wirtschaft und Arbeit des Freistaates Sachsen ernannt und mit der Privatisierung und Sanierung der Wirtschaft beauftragt.
Nach dem Ausscheiden aus der Regierung und dem Landtag des Freistaates Thüringen gründete Franz Schuster ein Consultingunternehmen und arbeitete als Wirtschaftsberater in den Transformationsländern Ukraine und Kroatien sowie für deutsche Unternehmen.
2008 hatte Schuster einen Lehrauftrag zum Thema Globalisierung des Güter- und Dienstleistungssektors an der Universität Erfurt inne.

## Regierungsämter

### Minister in der Staatskanzlei
Im Februar 1992 berief ihn der damalige Ministerpräsident Bernhard Vogel, der bereits zuvor als Vorsitzender der Konrad-Adenauer-Stiftung sein Chef war, zum Minister in der Staatskanzlei des Freistaates Thüringen. Er übertrug ihm zentrale Koordinierungsaufgaben beim Aufbau des Freistaates: die Privatisierung und Sanierung von Unternehmen und die Zusammenarbeit mit der Treuhandanstalt.

### Thüringer Innenminister
Nach dem Rücktritt von Willibald Böck (CDU) wurde Schuster im September 1992 Thüringer Innenminister. In diesem Amt wurde er mit dem Aufbau der Landesverwaltung und der kommunalen Verfassungs- und Gebietsreform, der Reform des Stadt-Umlandes, der Landesgesellschaften, dem Wohnungs- und Städtebau, der Thüringer Polizei, dem Brand- und Katastrophenschutz und dem Katasterwesen betraut. 
Auf all diesen Gebieten musste eine umfangreiche Gesetzgebungsarbeit stattfinden, Förderprogramme mussten entwickelt und abgewickelt werden, aktuelle Probleme gelöst und Demonstrationen und Protestaktionen bestanden werden. Das Landesverwaltungsamt wurde innerhalb eines Jahres neu gegliedert, die Landesentwicklungsgesellschaft wurde neu gegründet und damit beauftragt, 42.000 ha militärische Liegenschaften im Rahmen von Konversionsprogrammen in Industrie-, Gewerbe- und Dienstleistungsstandorte. Auch der Aufbau der Thüringer Polizei, der Feuerwehr und des Katasterwesen gehörte zu Schusters Aufgabenbereich.
Als Innenminister unterstand Schuster auch das Thüringer Landesamt für Verfassungsschutz. Daher musste er 2012 – neben anderen Ministern und leitenden Beamten – vor dem Untersuchungsausschuss im Thüringer Landtag zur Mordserie des „Nationalsozialistischen Untergrundes“ (NSU) aussagen. Schuster wies jede Kritik der Parlamentarier von sich und bestritt, dass während seiner Amtszeit von 1992 bis 1994 rechte Strukturen unterschätzt und dadurch begünstigt worden seien. Zur Frage, wer 1994 über die Bestellung des umstrittenen Präsidenten des Thüringer Landesamtes für Verfassungsschutz Helmut Roewer entschieden habe, wies er die Verantwortung dem Landeskabinett zu.
Nach Bildung der schwarz-roten Koalition im Jahr 1994 übergab er das Amt an Richard Dewes (SPD).

### Minister für Wirtschaft, Arbeit und Infrastruktur
Im Dezember 1994 übernahm Schuster schließlich das Wirtschaftsministerium, das 1999 um die Arbeitsmarktpolitik ergänzt wurde. Damit gehörten alle drei Kernaufgaben des Aufbaus Ost zu dem Aufgabenkatalog des Ministeriums:
- Die Privatisierung, Sanierung, Neugründung und Ansiedlung von Unternehmen,
- Die Schaffung und Erhaltung von Arbeitsplätzen,
- Der Aufbau einer zukunftsgerechten Infrastruktur: Verkehrsprojekte Deutsche Einheit, Aufbau der Industrie- und Gewerbestandorte, der Ausbildung- und Weiterbildungsstruktur

2003 folgte ihm Jürgen Reinholz als Minister für Wirtschaft, Arbeit und Infrastruktur im Amte nach.

## Landtagsabgeordneter
Franz Schuster war von 1994 bis 2004 Landtagsabgeordneter des Wahlkreises Gotha I und kümmerte sich um die Belange der Städte und Gemeinden, der Unternehmen und der Bürgerschaft. Dieses Mandat löste eine intensive Diskussion über den Hauptwohnsitz von Schuster (seine Familie lebte noch in Sankt Augustin) und damit seine Wählbarkeit aus, die dann vom Landesverfassungsgericht bestätigt wurde.

## Schriften
- Thüringens Weg in die Soziale Marktwirtschaft. Privatisierung, Sanierung, Aufbau – eine Bilanz nach 25 Jahren. Böhlau, Köln 2015, ISBN 978-3-412-22499-8.